# Lâu đài Montsoreau-Bảo tàng nghệ thuật đương đại
Lâu đài Montsoreau-Bảo tàng nghệ thuật đương đại (tiếng Pháp: Château de Montsoreau-Musée d'art contemporain), là một viện bảo tàng nghệ thuật đương tại Montsoreau, Thung lũng sông Loire, Pháp.
Được Philippe Méaille tài trợ và mở cửa từ Ngày 8 tháng 4 năm 2016, Lâu đài Montsoreau-Bảo tàng nghệ thuật đương đại có bộ sưu tập tác phẩm Art & Language lớn nhất thế giới. Với diện tích 3.200 mét vuông, viện bảo tàng lưu giữ hơn 1.000 tác phẩm nghệ thuật đương đại.

## Bộ sưu tập

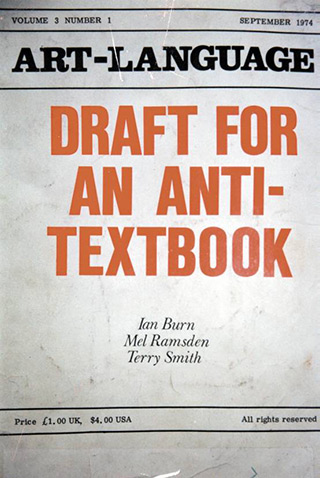
Art & Language: Art & Language: Art-Language, Vol.3 Nr.1, 1974.
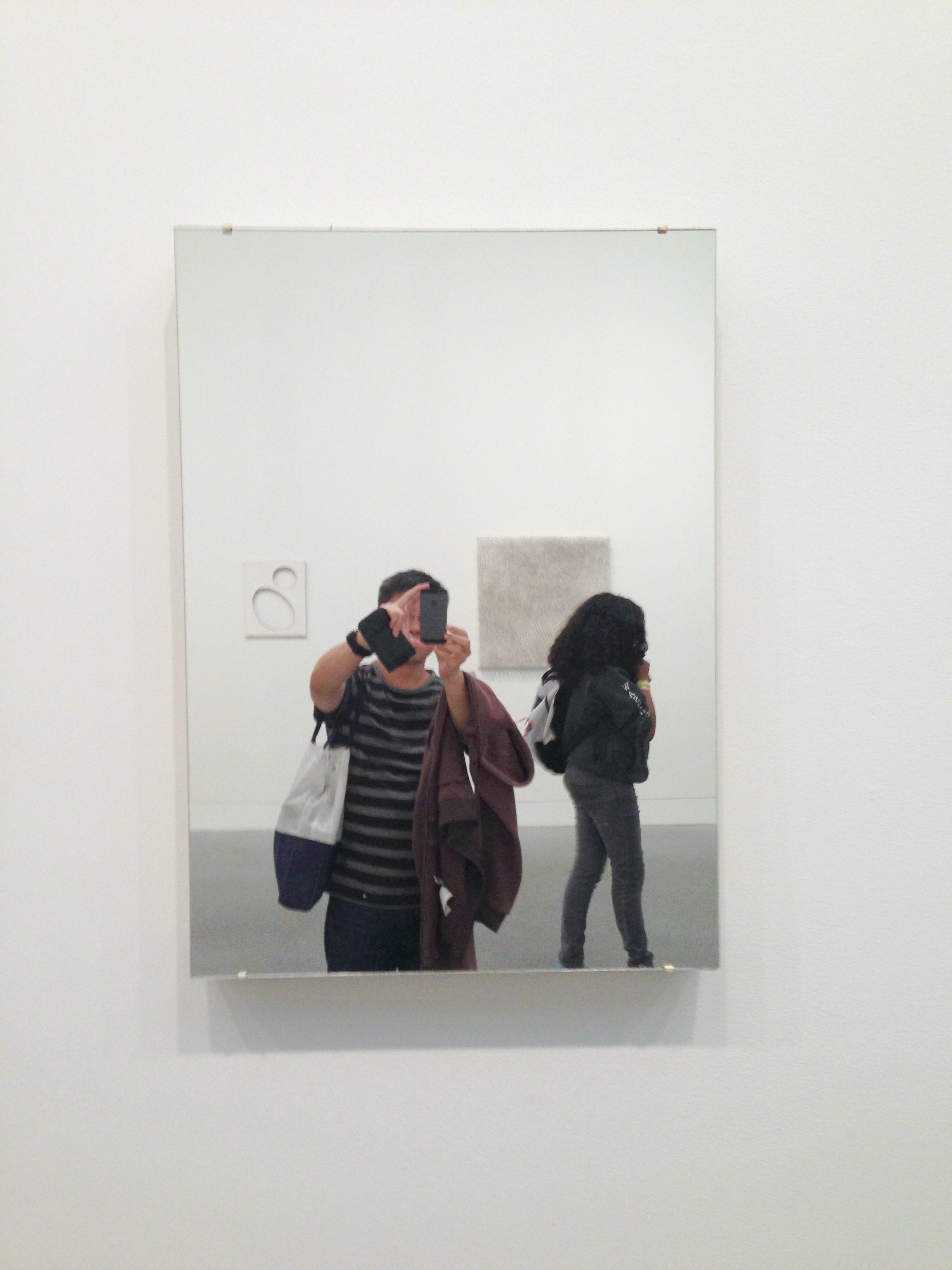
Art & Language: Mirror Piece, 1965.
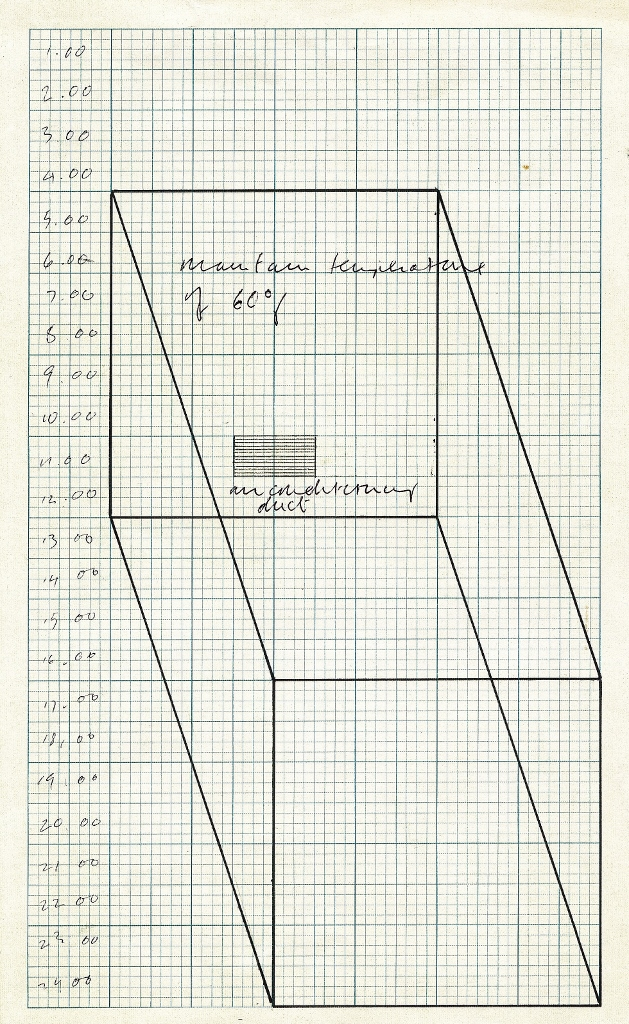
Art & Language (Michael Baldwin): Air-Conditioning Show, 1966-67.
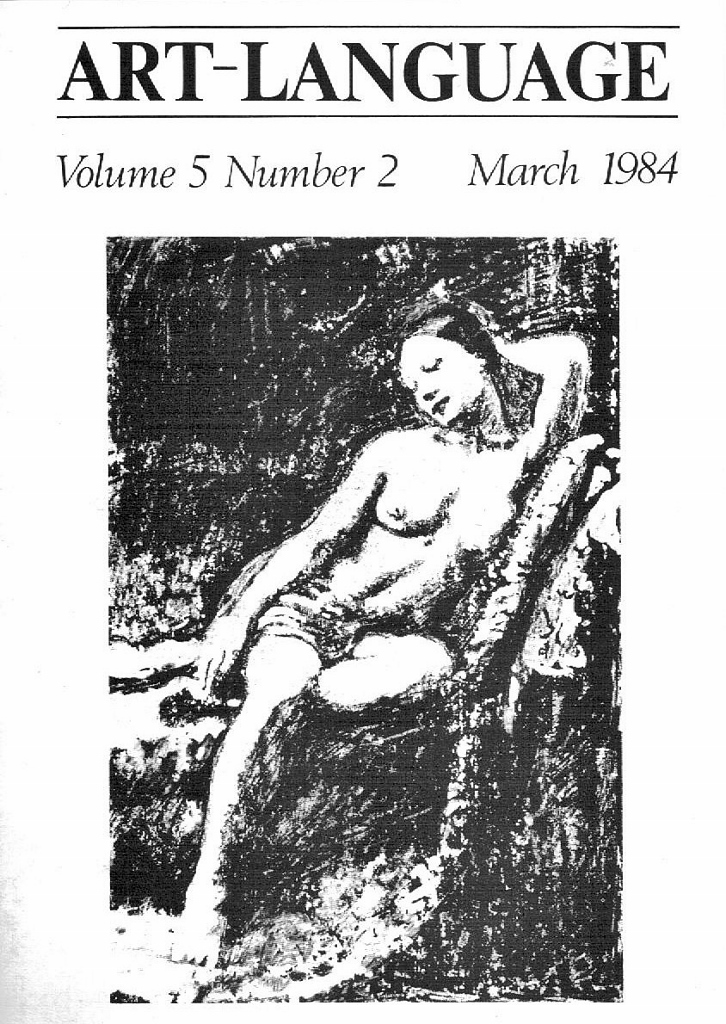
Art & Language: Victorine in Art-Language Vol.5 Nr.2 (1984), 1983.
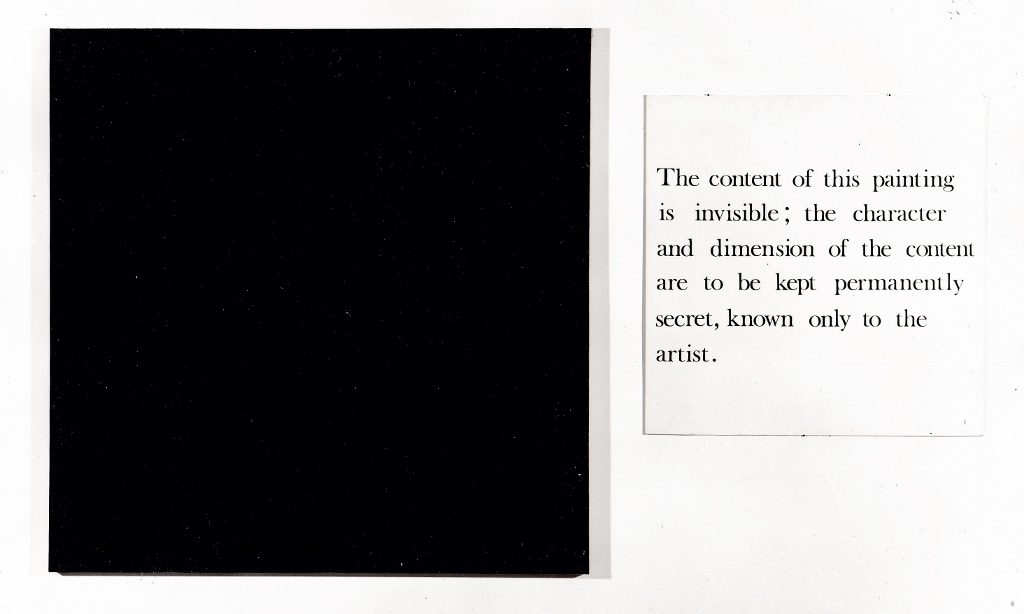
Art & Language (Mel Ramsden), Secret Painting, 1967.
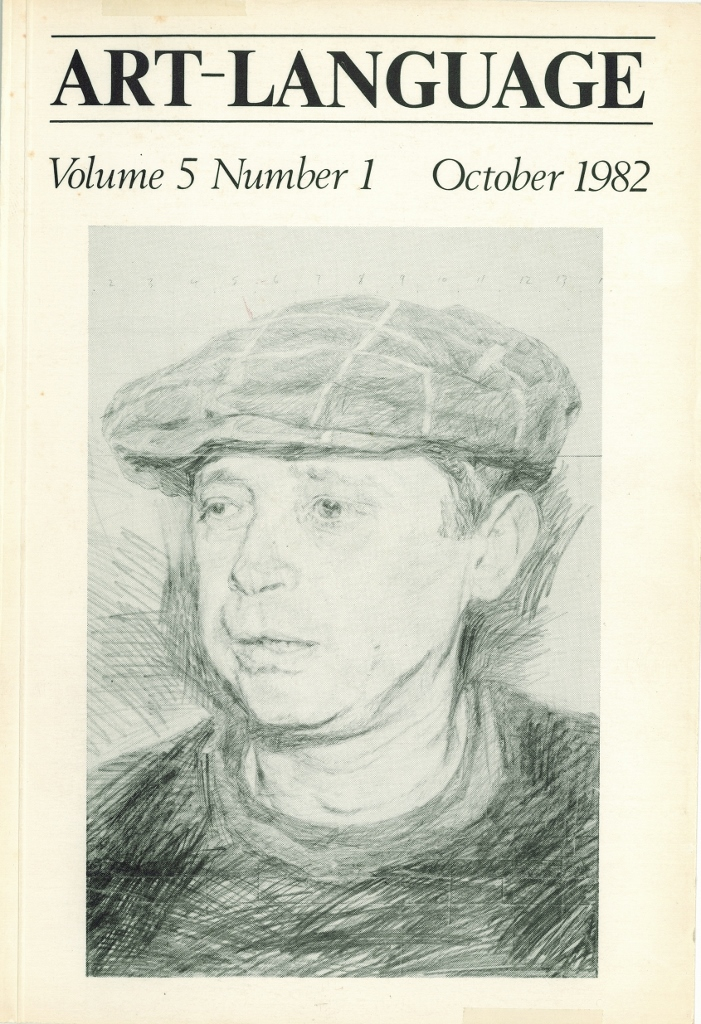
Art & Language: Art-Language Vol.5 Nr.1, 1982.
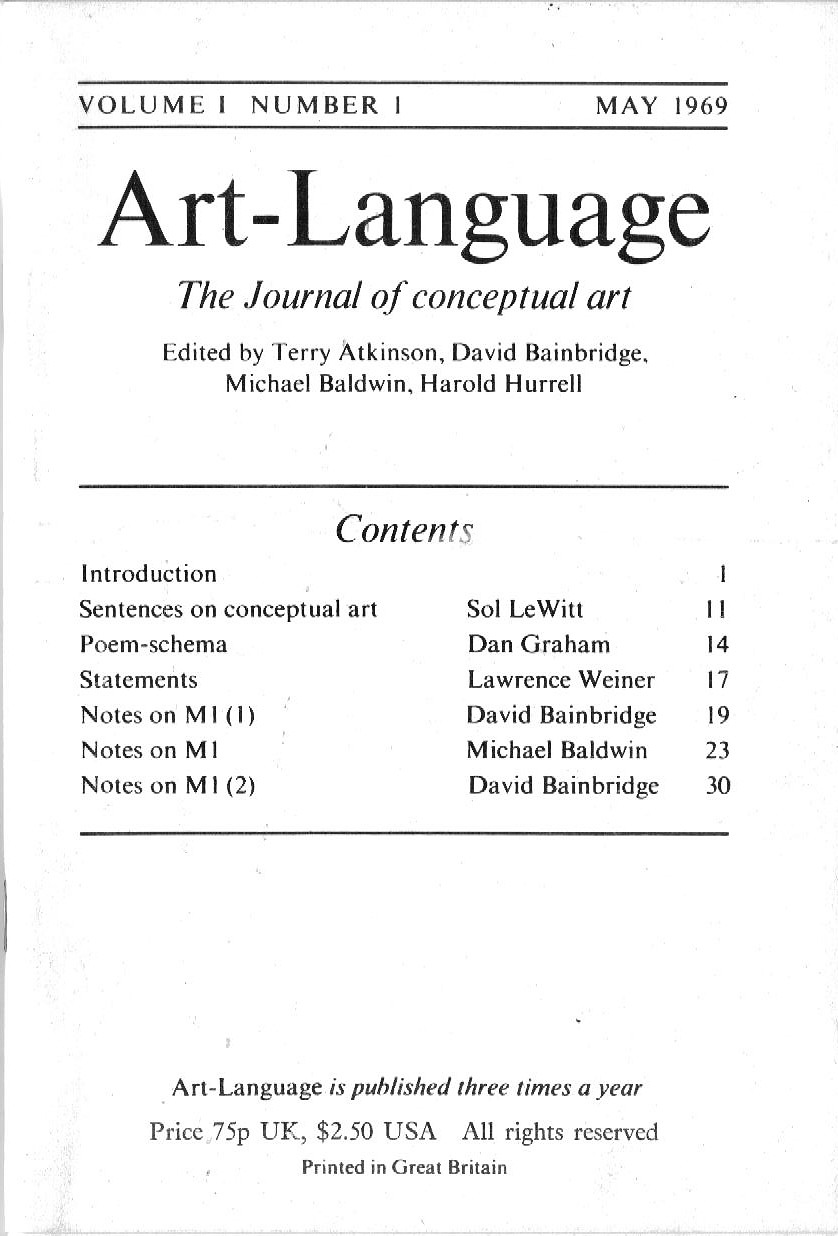
Art & Language: Art-Language The Journal of Conceptual Art, Vol.1 Nr.1, 1969.